# Bryoria araucana
Bryoria araucana је врста лишаја из рода Bryoria.

## Етимологија
Bryoria araucana је названа по региону Араукарија у Чилеу што је једино станиште врсте Araucaria araucana.

## Опис
Талус дугачак 6−12цм изотомски до анисотомски дихотомо разгранати, углови између дихотомија углавном су нејасни, ретко акутни; мале, па чак и главне гране у основи дебљине 0.2−0.4мм., врхови до 0.1мм; крајњи делови са неколико бочних гранчица акутно уметнути. Површина тамносива до тамносивкасто смеђа, сјајна, база је обично црна; Соралије и исидије недостају. 